# Avon (Massachusetts)
Avon è un comune degli Stati Uniti d'America facente parte della contea di Norfolk nello stato del Massachusetts.